# Oliver Godfrey

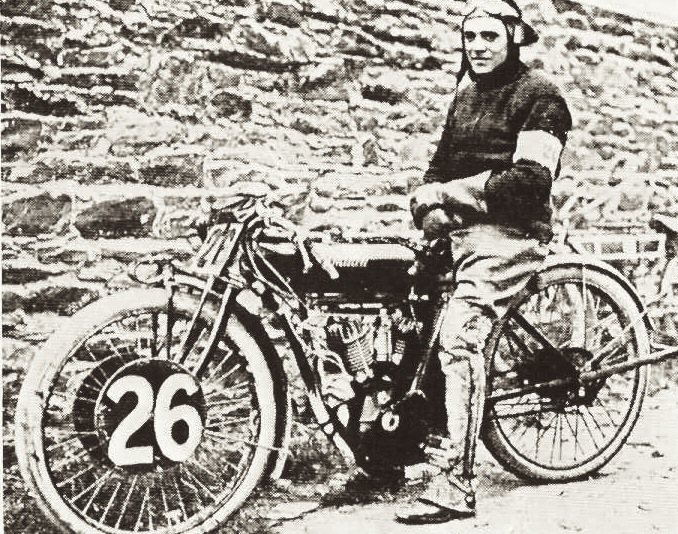
Oliver Godfrey auf seiner Indian, mit der er 1911 die Senior TT gewann.

Oliver Cyril „Ollie“ Godfrey (* 15. Oktober 1887 in Stamford Hill, London; † 23. September 1916 in Frankreich) war ein britischer Motorradrennfahrer und Flieger im Ersten Weltkrieg.

## Karriere
Oliver Godfrey kam als jüngstes Kind von Louis und Florence Godfrey in London zur Welt. Sein Vater, der als Künstler, Maler und Graveur arbeitete, wanderte vor 1901 nach Australien aus, Godfrey blieb mit seiner Mutter in England. Florence Godfrey heiratete später wieder und Oliver Godfrey wohnte mindestens bis 1911 im elterlichen Haus in Finchley. Zu dieser Zeit arbeitete er als Schlosser.
Godfrey begann als Teenager mit dem Motorradsport und nahm 1907 an der ersten Auflage der Isle of Man TT teil, die damals noch auf dem St. John’s Short Course veranstaltet wurde. Er startete auf einer 726-cm³-Rex in der Zweizylinder-Klasse, erreichte das Ziel aber nicht. Bis zum Ausbruch des Ersten Weltkrieges war Godfrey mit Ausnahme von 1912 regelmäßiger Starter bei der TT.
1911 feierte er mit dem Sieg bei der Senior TT den größten Erfolg seiner Laufbahn. Die TT fand in diesem Jahr erstmals auf dem bis heute befahrenen Snaefell Mountain Course statt. Im Vorfeld war erwartet worden, dass es einen Zweikampf um den Sieg zwischen Vorjahressieger Charlie Collier auf Matchless und dem US-amerikanischen Board-Track-Star Jake DeRosier geben würde, der neben Godfrey und drei weiteren Fahrern zum Indian-Werksteam gehörte. Als technical advisor des Teams war eigens Indian-Firmengründer und Chefingenieur Oscar Hedstrom aus Amerika angereist. Ins Rennen über vier Runden gingen 59 Starter, von denen 28 das Ziel erreichten. In der dritten Runde ging dem bis dahin führenden Collier der Sprit aus; Godfrey übernahm die Führung und gab sie bis ins Ziel nicht mehr ab. Für die 187,5 mi (301,8 km) benötigte er 3 Stunden, 56 Minuten und 10 Sekunden, was einer Durchschnittsgeschwindigkeit von 47,63 mph (76,65 km/h) entspricht. Collier kam mit knapp über einer Minute Rückstand ins Ziel und wurde später disqualifiziert, da er regelwidrig nachgetankt hatte. DeRosier fiel nach einem Sturz aus.
Am 12. August 1912 gewann Oliver Godfrey auf Indian das Solorennen beim erstmals ausgetragenen Grand Prix de France des Motocycles Club de France (MCF). Das Rennen wurde über 15 Runden auf einer etwa 30 km langen Strecke zwischen Fontainebleau, Arbonne-la-Forêt, Achères-la-Forêt und Ury ausgetragen. Der Automobile Club de France (ACF) und die britische Auto-Cycle Union (ACU), die sich zur damaligen Zeit als führenden Instanz für die Durchführung von Motorsportveranstaltungen sahen, betrachteten dieses Rennen und die aus ihrer Sicht schlechte Organisation mit großem Argwohn und sanktionierten anschließend die teilnehmenden Piloten.
Im Jahr 1914 wurde Godfrey bei seinem letzten TT-Auftritt – wiederum auf einer US-amerikanischen Indian – hinter Cyril Pullin (Rudge) Zweiter im Senior-Lauf.
Im Februar 1915 überquerte er an Bord der Lusitania den Atlantik und besuchte New York. Anschließend reiste Godfrey nach Springfield, Massachusetts, wo George Hendee und Oscar Hedstrom 1901 die Indian Motocycle Company gegründet hatten, und besuchte das Hauptquartier des Motorradherstellers.

### Erster Weltkrieg

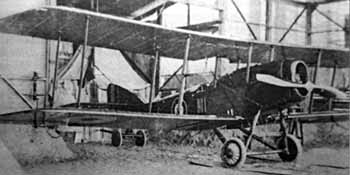
Martinsyde G.100

Im Laufe des Jahres 1915 meldete sich Oliver Godfrey zum Royal Flying Corps. Im Januar 1916 legte er in Hendon auf einem Wright Model B die Flugprüfung ab und erhielt die Fluglizenz des Royal Aero Club. Im Juni 1916 kam er ins 27th Squadron des RFC, das in Fienvillers westlich der Somme, etwa 15 km hinter der Front stationiert war. Seine Einheit setzte zu Bombardierungs- und Aufklärungszwecken einsitzige Martinsyde-G.100-Maschinen ein, die aufgrund ihrer Größe und ihrer schwierigen Manövrierfähigkeit den Beinamen Elephant erhielten.
In dieser Zeit hatten die britischen Piloten noch relativ leichtes Spiel bei ihren Einsätzen und ihre Überlebenschancen waren ziemlich hoch. Das änderte sich ab August 1916 mit der von Oswald Boelcke angeregten Reorganisation der deutschen Luftstreitkräfte und der Aufstellung neuer Jagdstaffeln (Dicta Boelcke) rapide.
Zu Beginn der Schlacht an der Somme griff Godfreys Staffel am 15. September 1916 General Karl von Bülows Hauptquartier sowie Züge um Cambrai, Épehy und Ribécourt-Dreslincourt an. Am Morgen des 23. September 1916 befand er sich mit fünf weiteren Kameraden auf einer Mission nach Cambrai, als sie von einer Gruppe von fünf deutschen Flugzeugen der Jagdstaffel 2 angegriffen wurden. In dieser Gruppe befand sich neben Boelcke selbst, der sie anführte, auch Manfred von Richthofen, der zu dieser Zeit erst einen einzigen Abschuss erzielt hatte. Godfreys Maschine und zwei weitere Elephants wurden binnen kürzester Zeit abgeschossen. Höchstwahrscheinlich ist sein Abschuss dem Piloten Hans Reimann zuzuschreiben, der im Verlaufe des Gefechts später selbst zu Tode kam.
Godfreys Leiche wurde nie gefunden. Bis heute erinnert ein Gedenkstein auf dem cimetière militaire de Point-du-Jour nördlich von Athies an ihn. Während der etwa viermonatigen Schlacht an der Somme verlor das Royal Flying Corps mit ca. 800 Flugzeugen und 250 Piloten etwa 75 % seiner Gesamtstärke.
Der von ihm und dem 1912er Senior-TT-Sieger Frank Applebee 1912 mitgegründete Motorradhandel Godfreys Ltd bestand in der 208 Great Portland Street in London bis in die 1960er-Jahre.

## Statistik

### Isle-of-Man-TT-Siege
| Jahr | Klasse | Maschine | Durchschnittsgeschwindigkeit |
| ---- | ------ | -------- | ---------------------------- |
| 1911 | Senior | Indian   | 47,63 mph (76,65 km/h)       |

### Rennsiege
| Jahr | Klasse        | Maschine | Rennen                            | Strecke       |
| ---- | ------------- | -------- | --------------------------------- | ------------- |
| 1912 | Solomaschinen | Indian   | Großer Preis von Frankreich (MCF) | Fontainebleau |

## Verweise